# Unaspis acuminata
Unaspis acuminata är en insektsart som först beskrevs av Green 1896.  Unaspis acuminata ingår i släktet Unaspis och familjen pansarsköldlöss. Inga underarter finns listade i Catalogue of Life.